# Wherry

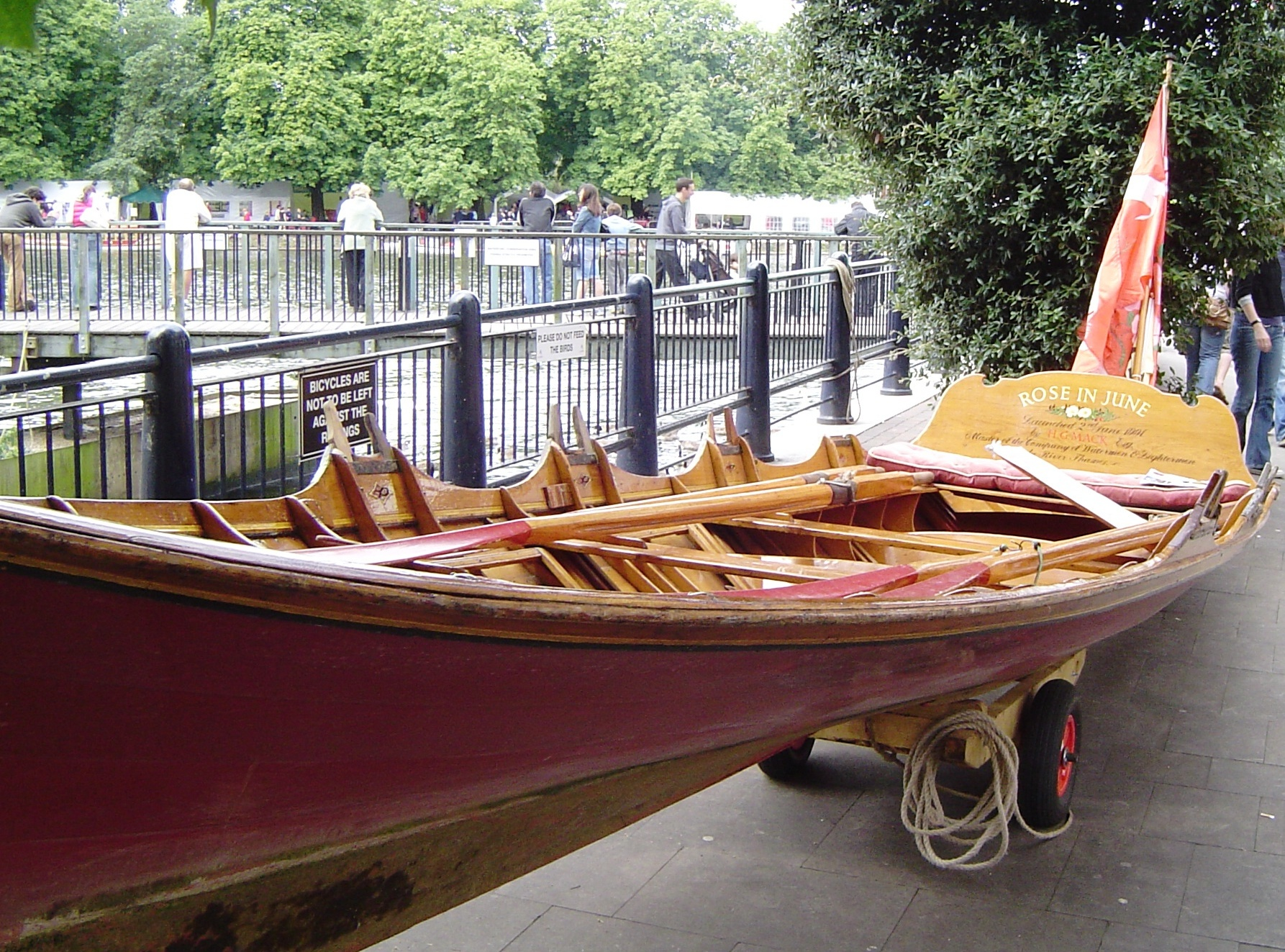
Wherry del Tamigi costruita secondo il design del XVIII secolo a Kingston upon Thames

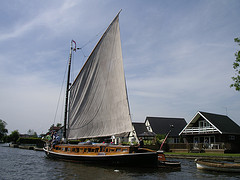
Un wherry del Norfolk sul fiume Bure.

Il wherry era un tipo di imbarcazione tradizionalmente utilizzata per il trasporto di merci o passeggeri su fiumi e canali in Inghilterra ed è particolarmente associata al fiume Tamigi e al fiume Cam. Alcuni esemplari sono stati utilizzati anche sui fiumi Broadland di Norfolk e Suffolk.

## Utilizzo regionale in Gran Bretagna

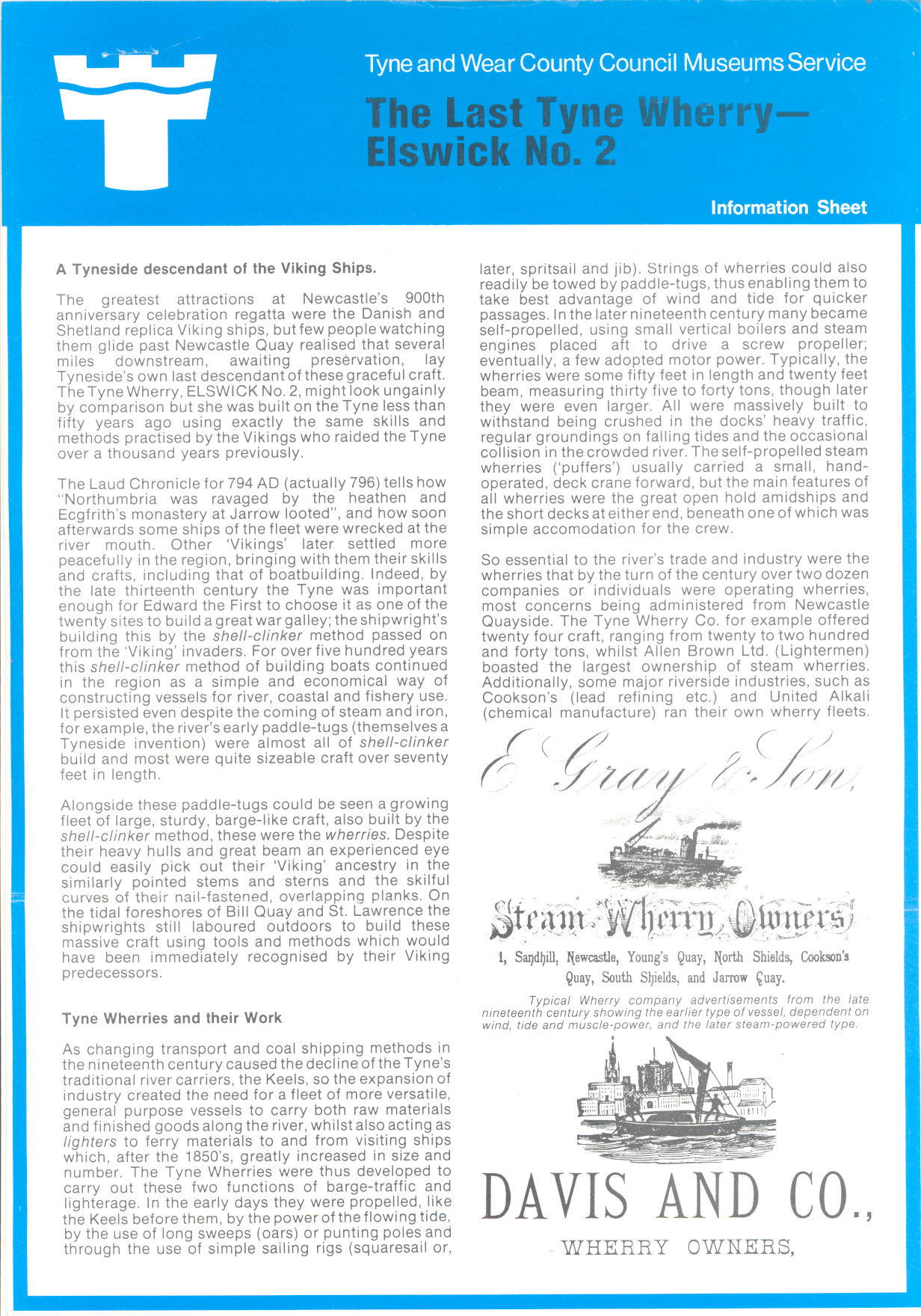
Foglio informativo Tyne Wherry dalle collezioni Tyne & Wear Archives & Museums

I wherry per passeggeri di Londra si sono poi evoluti nella barca a remi del Tamigi, una barca per gentiluomini. I wherry erano costruiti in clinker con lunghi archi sporgenti in modo che i clienti potessero scendere a riva prima che i pontili fossero costruiti lungo il fiume. È la lunga prua ad angolo che distingue il wherry e lo skiff dal cutter che hanno prua più ripida dopo l'ascesa della Royal Navy e la costruzione dei pontili.
L'uso dei wherry sul fiume Cam a Cambridge era comune ed è descritto da Daniel Defoe nel suo viaggio attraverso l'Inghilterra. Questa imbarcazione sul fiume Cam ha preceduto la popolarità del punt da parte degli studenti dell'Università di Cambridge. Verso la fine del XVIII secolo, diede il nome al Norfolk Wherry, una specie di chiatta con grandi vele che fu sviluppata per sostituire una precedente imbarcazione da carico, la Norfolk Keel.
Il termine wherry è anche associato a un particolare tipo di imbarcazione utilizzata sul fiume Tyne in gran parte in connessione con il commercio del carbone. L'ultimo esempio completo di wherry, l'Elswick No. 2 è di proprietà del servizio Tyne &amp; Wear Archives &amp; Museums. Esiste uno studio ben documentato degli ultimi esempi di relitti sopravvissuti rilevati nel 2009.
Vi è una certa attestazione che il termine sia stato utilizzato nel Mare d'Irlanda. Navi come "Manx Whereries" e "Shell Whereries" (quest'ultima evidentemente con sede a Kirkcudbright per la pesca di conchiglie) sono state registrate all'inizio del XIX secolo. Almeno tre wherry per la pesca delle conchiglie erano attivi nel 1810 e si sa che erano di 10-12 tonnellate e venivano costruiti in clinker.

## Storia sul Tamigi
Il termine "wherry" o "wherrie" era un termine normalmente usato per una barca poiché la Bibbia di Coverdale del 1535 parla di "All whirry men, and all maryners vpo the see…" nel Libro di Ezechiele.
I wherry lungo le rive del Tamigi, a Londra, erano dei taxi d'acqua gestiti da marinai e in epoca elisabettiana il loro uso era molto diffuso. Un wherry veniva manovrato da due uomini con lunghi remi o anche da un solo marinaio che usa remi corti o "di coppia". Una legge del Parlamento del 1555 specificava che un wherry avrebbe dovuto essere "lungo 22 piedi e mezzo e largo 4 piedi e mezzo" e poteva trasportare fino a cinque passeggeri. Secondo un racconto riguardante il Globe Theatre di William Shakespeare, "i mecenati venivano trasportati, attraverso il Tamigi, a Southwark da dei wherry ". Un tempo oltre duemila wherry collegavano il "quartiere dei teatri".
Durante il XVIII secolo sul Tamigi vennero organizzate gare di canottaggio per marinai, e spesso il premio era un nuovo wherry. Lo Sporting Magazine descrive un evento del 6 agosto 1795 come "il concorso per il wherry annuale, dato dai proprietari di Vauxhall, da sei paia di remi in tre manche". Nel 1822 Bell's Life riferì di un concorso, il 30 giugno, tra otto marinai appartenenti alle Temple Stairs per "un premio in denaro dato dai signori delle Inn of court" e il 31 luglio "l'anniversario della Grande Regata Acquatica degli abitanti di Queenhithe", quando "un bel wherry" e altri premi furono contesi da "sei dei pescherecci appartenenti a quelle scale". Nel 1820 c'erano ancora 3.000 wherry in servizio sul Tamigi, mentre nello stesso anno c'erano solo 1.200 carrozze. Ancora nel 1829, il mezzo usuale per attraversare il fiume da, Westminster a Vauxhall, era la barca, ma il commercio dei barcaioli dei wherry terminò quando furono costruiti nuovi ponti e furono messi sul fiume battelli a vapore economici.

## Utilizzo in Nord America
In Nord America, in particolare nella regione della baia di Penobscot, nel Golfo del Maine, divenne la barca preferita per la pesca del salmone atlantico lungo la costa. Il Lincolnville Salmon Wherry, il Rhodes Wherry, il Duck Trap Wherry e il Christmas Wherry vengono ancora costruiti per uso ricreativo. Sono generalmente lunghi e stretti, con una prua dritta, una poppa a bicchiere di vino e solitamente con tavole a "carvel" (lati lisci). John Gardner scrive che l'unica caratteristica che distingue un wherry è il suo fondo piatto che permette alla barca di approdare sulla spiaggia e funge da scarpa per trascinare la barca su e giù per la spiaggia. La barca di solito ha due posti, uno per il vogatore e uno, nelle scotte di poppa, per il passeggero, anche se quelli più lunghi possono avere un terzo posto a prua. Proprio come il termine "shell wherry" è stato riconosciuto nella Gran Bretagna del XIX secolo, così è stato riconosciuto anche nell'America del XIX secolo, sicuramente nelle vicinanze di Boston nel 1860.